# Chiroderma vizottoi
Chiroderma vizottoi — вид родини листконосові (Phyllostomidae), ссавець ряду лиликоподібні (Vespertilioniformes, seu Chiroptera).
Вид С. vizottoi названий на честь професора Луїса Діно Візотто (Luis Dino Vizotto) на знак визнання його внеску в систематику бразильських кажанів.

## Опис
Середнього розміру, із загальною довжиною між 62,5 і 67,4 мм, довжина передпліччя між 46,7 і 50,3 мм, довжина вух між 17,2 і 19,8 мм.
Спинна частина варіюється від сірого до світло-коричневого кольору, у той час як черевна — трохи світліша. Біла спинна смуга простягається від області між плечей до крижів. Морда коротка і широка. Лист носа добре розвинений. Є дві різні світлі смуги на кожній стороні обличчя. Крила кріпляться до задньої частини плесна. Не має хвоста, а хвостова мембрана добре розвинена. Каріотип: 2n = 26, FN = 48.

## Середовище проживання
Цей вид відомий тільки в північно-східному бразильському штаті Піауї. Середовище проживання: каатинга.

## Звички
Харчується фруктами.